# Progresso tecnico editoriale
Progresso tecnico editoriale è stata una casa editrice italiana attiva negli anni Sessanta e agli inizi dei Settanta, specializzata nella pubblicazione di monografie scientifiche in formato paperback nei settori della matematica, della fisica e della chimica, classificabili nel genere della divulgazione: per il contenuto e il formalismo utilizzato erano infatti destinate a studenti di livello universitario, anche se ambivano ad essere accessibili a un più vasto pubblico di fruitori, proponendosi, almeno nelle intenzioni dell'editore, come «strumento per qualunque lettore interessato che voglia approfondire le proprie conoscenze scolastiche [...]».
La casa editrice era un'appendice della Aldo Martello Editore di Milano. La direzione delle collane matematiche nei primi anni Sessanta fu affidata al logico Corrado Mangione.

## Collane
I titoli della casa editrice erano delle compatte monografie, in formato paperback e copertina bicolore, provenienti dal mondo dell'editoria scientifica statunitense o sovietica. Le loro dimensioni erano molto contenute, in genere inferiori, o di poco superiori, alle 100 pagine. Per quanto riguarda i testi di pubblicazione sovietica, la traduzione non avveniva sul testo originale ma veniva effettuata sull'edizione in lingua inglese. L'offerta editoriale era suddivisa in collane, curate da specialisti della materia, ciascuna contraddistinta dal diverso colore di copertina: 
- Argomenti di matematica (a cura di Corrado Mangione), una serie di volumetti di origine russa, la cui traduzione, però, non era effettuata dall'originale russo ma dall'edizione americana, pubblicata dalla Università di Chicago nell'ambito dell'iniziativa editoriale «Panorama della recente letteratura matematica dell'Europa orientale»
- Parlando di matematica
- Argomenti di chimica moderna (a cura di Giuseppe Bianchetti)

Usciti fuori catalogo, ed esaurite le attività della casa editrice, i libri risultano di difficile reperibilità sul mercato dell'usato e dei remainder.

## Cessazione delle pubblicazioni ed estinzione della società
La sede legale, inizialmente in Corso di Porta Nuova n. 48, fu successivamente spostata presso la Aldo Martello editore, in via Pisacane, 14. La società, costituita nella forma a responsabilità limitata, è risultata a lungo ancora iscritta alla Camera di commercio di Milano, anche se solo nominalmente, essendo cessata da decenni ogni attività editoriale e commerciale senza che fosse stata posta in essere alcuna procedura di liquidazione societaria.
La prolungata inattività, testimoniata dal mancato deposito dei bilanci d'esercizio, reiterato per moltissimi anni, ha fatto sì che sia stato avviato, nei confronti dell'azienda, un procedimento amministrativo per la cancellazione dal registro delle imprese, ai sensi dall'art. 2490 codice civile.

### Collane e titoli
Argomenti di matematica
- Boris Avraamovich Trakhtenbrot, Algoritmi e macchine calcolatrici automatiche, 1964
- A. I. Markushevich, Aree e logaritmi, 1964
- Vladimir Grigor'evič Šervatov, Funzioni iperboliche, 1964
- E.S. Venttselʾ, Introduzione alla teoria dei giochi, 1964
- Vladimir Grigorevich Boltyanskii, Figure equivalenti ed equidecomponibili
- Isidor Pavlovic Natanson, Somme di grandezze infinitamente piccole, 1967
- I.S. Sominskii, Il metodo di induzione matematica
- Lidii︠a︡ Ivanovna Golovina e Isaak M. Yaglom, L'induzione in geometria, 1966
- Georgii Evgen'evich Shilov, Come costruire i Grafici I
- Isidor Pavlovič Natanson, Problemi elementari di massimo e minimo, 1970
- N.N. Vorobyov, I numeri di Fibonacci, senza data (circa 1960[4])
- A.I. Fetisov, La dimostrazione in geometria, 1965
- Ya. S. Dubnov,  Errori nelle dimostrazioni in geometria
- B.I. Argunov e L.A. Skornyakov, Teoremi configurazionali, 1964
- A. M. Lopshits, Calcolo delle aree di figure orientate, 1965
- A.S. Barsov, Che cos'è la programmazione lineare?, 1965

Parlando di matematica
- Richard Spreckelmeyer e Kenneth Mustain, I Numeri naturali, 1967
- Richard Spreckelmeyer, I numeri interi, 1967
- John Edward Yarnelle, Richard Spreckelmeyer, I numeri razionali, 1967
- Richard Spreckelmeyer, I numeri reali, 1967
- Richard Spreckelmeyer, I numeri complessi, 1967
- John Edward Yarnelle, Strutture matematiche finite, 1967
- John Edward Yarnelle, Introduzione alla matematica del transfinito, 1967
- James D. Bristol, Il concetto di funzione, 1967
- James D. Bristol, Grafici di relazioni e funzioni, 1970
- James D. Bristol, Introduzione alla programmazione lineare, 1970
- Walter Prenowitz e Henry Swain, Movimento e congruenza in geometria, 1970

Argomenti di chimica moderna
- Harry H. Sisler, Struttura elettronica, proprietà delle sostanze e legge periodica, 1963
- W.F. Kieffer, Il concetto di mole in chimica, 1964
- Harry H. Sisler, Chimica in solventi non acquosi, 1965
- Calvin A. VanderWerf, Acidi, basi, e la chimica del legame covalente, 1968
- George E. Ryschkewitsch, Legame chimico e geometria delle molecole, 1965
- Therald Moeller, La chimica dei lantanidi, 1966
- Joel Henry Hildebrand, Introduzione alla teoria cinetica molecolare
- Henry Eyring e Edward M. Eyring, Cinetica chimica moderna, 1965
- R.T. Overman, Concetti fondamentali di chimica nucleare
- Vernon H. Cheldelin e R. W. Newburgh, La chimica di alcuni processi vitali, 1966
- Eugéne G. Rochow, La chimica dei composti organometallici, 1966
- S. Wallace Brey Jr., Determinazione della geometria molecolare con metodi fisici,
- Marjorie J. Vold e Robert D. Vold, La chimica dei colloidi, 1967
- Kenneth F. O'Driscoll, Natura e chimica degli alti polimeri,
- Kelso B. Morris, Legge dell'equilibrio chimico,
- L. E. Strong e W. J. Stratton, Energia chimica,
- Anthony I. Sonnessa, Introduzione alla spettroscopia molecolare, 1971
- R. Kent Murmann, I complessi inorganici,